# Jozo Lozovina Mosor
Jozo Lozovina Mosor (Donji Seget, 20. svibnja 1919. –  Seget Donji, 19. svibnja 1946.), komunistički revolucionar, rukovodilac antifašističkog ustanka u ratnom kotaru Trogir i narodni heroj Jugoslavije.

## Životopis
Potječe iz ugledne i imućne zemljoradničko-ribarske obitelji. Rođen je u Donjem Segetu kraj Trogira, od oca Luke i majke Tone r. Mijaković iz Okruga Donjeg (otok Čiovo). Imao je dvije sestre, Mariju i Vinku.
Svoje djetinjstvo i mladost, sve do odlaska u partizane, proveo je u svom rodnom selu. Osnovnu (četverogodišnju) školu završio je u Segetu Donjem, a potom je nastavio školovanje u Građanskoj školi u Trogiru. Nakon završenog drugog razreda bio je izbačen iz škole, jer je od strane uprave škole bio ocijenjen kao "opasan element". Naime, već tada je iskazivao svoje neslaganje prema nehumanim postupcima tadašnjih školskih vlasti.
Od svojih mladih dana aktivno se uključuje u revolucionarni pokret, rado čita literaturu revolucionarnog sadržaja i tako stječe marksistički pogled na život i svijet. Svoja saznanja širi među mladima svoga sela s kritičkim odmakom prema nauku Rimokatoličke crkve u kojem je odgajan, a koja je dominirala u njegovom kraju i obitelji, te tako dolazi u sukob sa seoskim reakcionarima i klerikalcima koje podupire lokalni župnik don Jozo Carev, a koji je svaku misu koristio za političke govore protiv komunizma i republikanaca u Španjolskoj. Godine 1937. postaje kandidat za člana novoosnovanog ogranka KPJ - KPH, a iste godine, kao delegat svoga mjesta, prisustvuje sastanku Pokrajinskog komiteta KPH za Dalmaciju u Splitu. Mladi Jozo Lozovina Mosor odmah se uključio u borbu protiv frakcionaštva u KPH.
U članstvo KPH primljen je 1939. godine od strane Frane Šore Čelika. Te godine, u kolovozu, osnovana je partijska ćelija KPH u Donjem Segetu, kao prva ćelija u kotaru Trogir izvan samog grada.
U svibnju 1940. odlazi na služenje vojnog roka u Šibenik, gdje za njim dolazi prijava civilnih vlasti u kojoj je okarakteriziran kao neprijateljski i opasan element kojeg stalno treba nadzirati. Radi na popularizaciji Partije među mladim vojnicima, a uskoro pomoću partijskih veza biva otpušten iz vojske te poslan nazad u selo.
Nakon kapitulacije Kraljevine Jugoslavije i okupacije trogirskog kraja od strane fašističke Kraljevine Italije, aktivno se uključuje u pripreme za oružani ustanak, osobito radeći na prikupljanju oružja i streljiva te češćim odlaskom u trogirska sela radi mobiliziranja antifašističkih snaga i formiranja simpatizerskih grupa i uporišta KPH. Sudjeluje, zajedno s Franom Šorom Čelikom, Ivanom Pavkovićem Smokvom, Vinkom Guinom Dinamom i Grgom Kovačevićem u osnivanju diverzantske "udarne grupe" u Segetu Donjem. U noći 18./19. srpnja 1941. ova grupa organizira akciju uništavanja telefonsko-brzojavnih instalacija u pravcu Marine i Gornjeg Segeta. Također, iste noći, osiguravaju dio alata trogirskim komunistima za diverziju - rušenje vlaka HDŽ na željezničkoj pruzi u Labinskim Dragama koji je prevozio mast za NDH garnizon u Sinju. 
Talijanske vlasti ubrzo su saznale za njegovo revolucionarno i antifašističko djelovanje zbog čega su organizirali dvije akcije - racije 05. i 13. kolovoza iste godine, u namjeri da ga uhite. Oba puta im je uspio pobjeći, a poslije toga više nije legalno dolazio u svoje selo. Talijanske vlasti su tada raspisali veliku nagradu u iznosu od 100 tisuća lira onom tko ga uhvati živog ili ubije.
Zbog visine preko 2 m, i težine oko 110 kg, te izrazite snage i okretnosti, Jozo Lozovina dobiva konspirativno ime Mosor, po planini iznad Splita.
Sudjeluje u mnogim akcijama smaknuća pripadnika talijanskih vlasti kao i desetak njihovih lokalnih kolaboracionista, osobno ili kao naredbodavac. Između ostalog, 11. kolovoza 1942. smaknut je glavar (tal. capoville) Donjeg Segeta, Vice Zulim Virulica, optužen da se usprkos upozorenjima otvoreno stavio na talijansku stranu, a 1943. don Petar Špika župnik iz Ljubitovice i rodom iz Segeta, a koji je optužen za špijunažu u korist talijanskih vlasti kao i za svečani doček njemačkih vojnika u Trogiru.
Dana 28. lipnja 1942. na otočiću Čelice, nedaleko obale, na samom ulasku u Trogirski zaljev, inicira sastanak te drži govor omladincima Donjeg Seget, nakon kojeg oko 60 mladih Segećana odlazi u partizane. Dana 30. srpnja 1942. talijanska vlast, u nemogućnosti da ga pronađe, vrši internaciju njegove obitelji u sabirni logor na otoku Molatu.
Dana 6. prosinca 1942. sudjeluje u uspjeloj oružanoj akciji - Zasjedi u Kosovici nedaleko Vranjice u kojoj je likvidirano nekoliko talijanskih vojnika i zaplijenjena veća količina oružja i streljiva.
Tijekom NOB-a obavljao je brojne, vrlo odgovorne funkcije: član Rajonskog komiteta KPH Trogir, član Sektorskog rukovodstva KPH Trogir, član Kotarskog komiteta KPH Trogir, bio je konkretno zaduživan za vojno-partizanske akcije, za agitaciju i propagandu te obavještajnu službu. Početkom 1943. bio je izabran za sekretara (tajnika) KK KPH Trogir. Sredinom travnja 1943. bio je kratkotrajno postavljen za zapovjednika Splitskog vojnog područja, a formiranjem Komande mjesta Trogir (u svibnju 1943.) bio je postavljen za njenog prvog zapovjednika. Sudjeluje u pregovorima između predstavnika talijanskog zapovjedništva i organa NOP-a kotara Trogir, održanim 25. kolovoza 1943. u Donjem Segetu. 
Koncem rujna 1943. postaje prvi zapovjednik novoustrojenog Segetsko-marinskog partizanskog odreda. 
U rujnu 1943. nakon kapitulacije Italije sudjeluje u osnivanju partizanske hidro-avionske baze u Seget Vranjici. 
Koncem 1943. bio je postavljen za političkog komesara Štaba Grupe partizanskih odreda srednje Dalmacije. Zbog uznapredovale sušice (tuberkuloze pluća) tu dužnost nikada nije preuzeo, nego je upućen na liječenje u savezničke bolnice na Visu, Italiji i Malti gdje ostaje godinu dana, ali se vraća nepotpuno izliječen.
Jozo Lozovina Mosor iskazao se za vrijeme NOB-a kao izuzetno hrabar, odvažan borac i rukovodilac. Osobno je sudjelovao u brojnim partizanskim akcijama, i to uvijek na čelu jedinica kojima je zapovijedao te je uživao veliki ugled u narodu i među suborcima.
Predložen je za čin majora.
Dva dana prije smrti, 17. svibnja 1946. održao je poznati govor na narodnom zboru u Trogiru, posvećen borbi protiv talijanske iredente - njenih otvorenih zahtjeva za diobu teritorija. Nakon tog vatrenog i emotivnog govora zdravlje mu se naglo pogoršalo. Umro je 19. svibnja 1946., u Segetu Donjem. Pokopan je sutradan, na svoj 27. rođendan.

## Nasljeđe
Za njegov izuzetni doprinos u NOB-u i socijalističkoj revoluciji, za iskazanu hrabrost i junaštvo, dana 20. prosinca 1951. Jozo Lozovina Mosor proglašen je narodnim herojem socijalističke Jugoslavije, a nosilac je i Partizanske spomenice 1941.
Njegovo ime nosilo je Dobrovoljno vatrogasno društvo iz Trogira, Industrijsko dobrovoljno vatrogasno društvo iz Trogira, Klub dobrovoljnih davalaca krvi iz Trogira, Klub umirovljenika iz Trogira, Klub zavarivača iz Trogira, Omladinska radna brigada iz Trogira, SOUR Brodograđevna industrija iz Trogira, Osnovna škola u Segetu Gornjem te Opća poljoprivredna zaduga u Semeljcima kraj Đakova, kao i jedna ulica u Trogiru te jedna u Segetu Donjem.
Dana 29. studenoga 1956. općinski komitet SKH Trogir sa zapadne strane zadružnog doma u Segetu Donjem (danas zgrade Općine Seget), podiže spomen-grobnicu s poprsjem, rad Ivana i Tonća Martinića, a koja u veljači 1991., u općem revizionističkom i revanšističkom valu, biva uništena eksplozivnim sredstvom od strane nepoznatog počinitelja. Također su odlukom političkih vlasti promijenjena imena svih organizacija, zgrada i ulica koja su nosila njegovo ime. 